# Koefnoen (televisieprogramma)

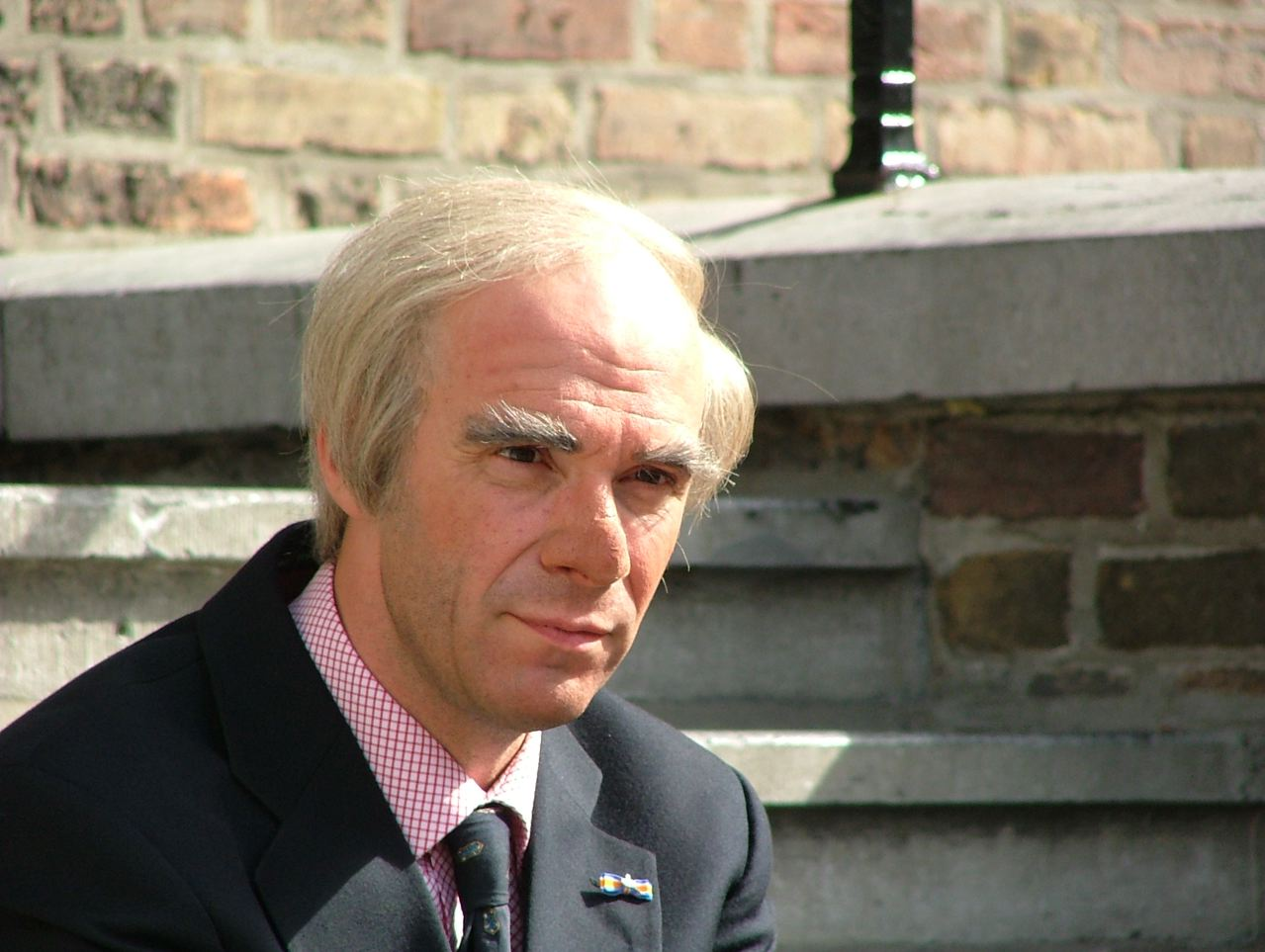
Owen Schumacher als Frans Weisglas

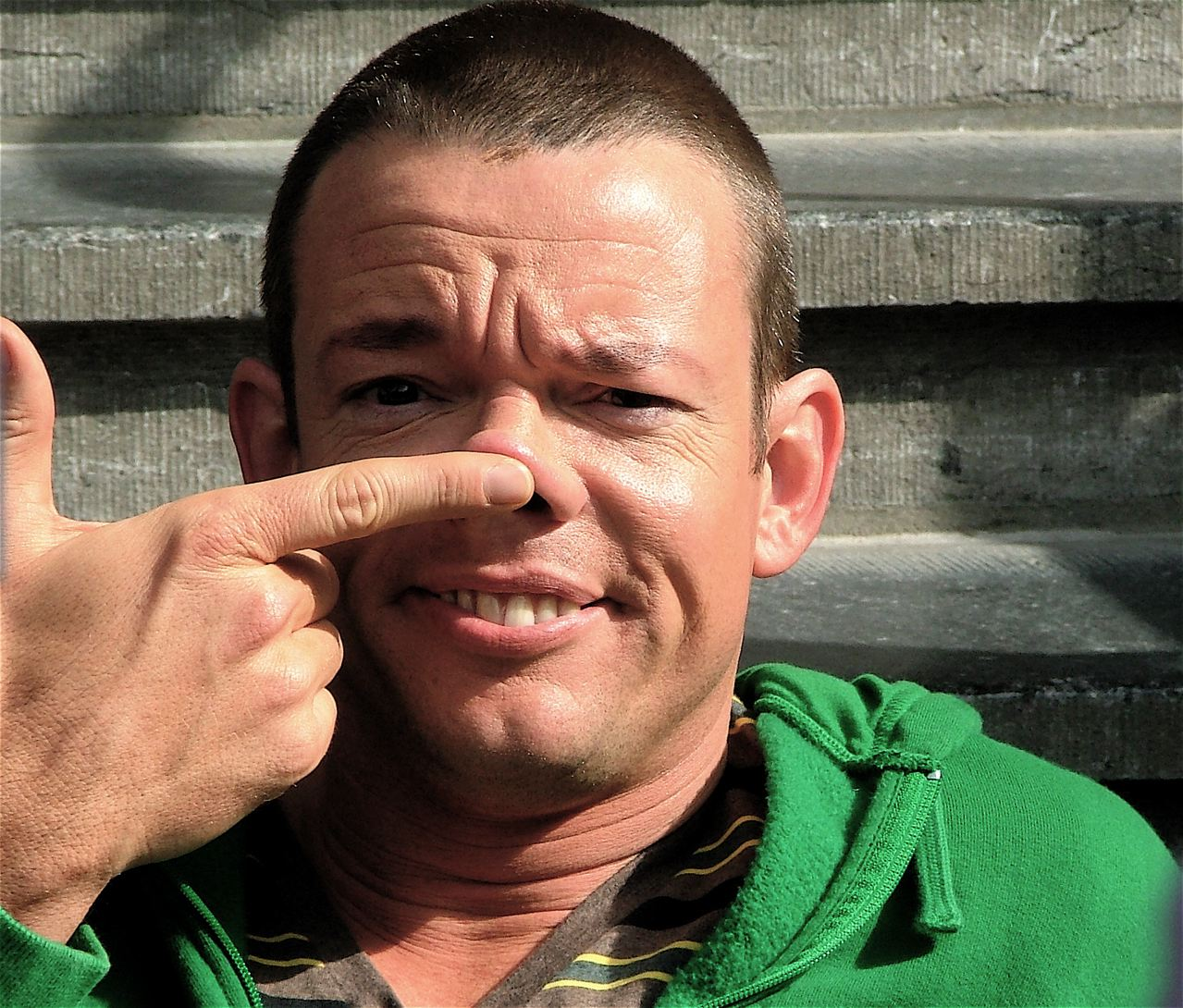
Paul Groot als Filemon Wesselink

Koefnoen was een cabaretesk televisieprogramma van programmaproducent Human Factor TV, en werd uitgezonden door de AVRO. De eerste uitzending was op 17 september 2004. In het programma werd teruggekeken op de voorbije week met sketches en filmpjes.

## Achtergrond
Centrale figuren in Koefnoen waren Owen Schumacher en Paul Groot. Ze werden bijgestaan door collega-cabaretiers Plien van Bennekom, Bianca Krijgsman, Jeremy Baker en Erik van Muiswinkel. Al deze cabaretiers maakten hun overstap van VARA's Kopspijkers naar AVRO's Koefnoen. Andere gastrollen waren voor Marjan Luif, Diederik van Vleuten, Jack Wouterse, Beppe Costa, Sanne Wallis de Vries, Martine Sandifort, Eric van Sauers, Joep van Deudekom, Sander van Opzeeland en Cas Enklaar. Rob Urgert schreef mee in het begin van het programma. Ook Frank Houtappels leverde diverse tekstbijdragen.
Het woord 'koefnoen' is Jiddisch en betekent 'voor niets', of (volgens de makers) 'vrijkaartje'. Het woord komt van 'koef' en 'noen', de namen van twee Hebreeuwse letters die de beginletters zijn van "kost niets".
Voor het intro van Koefnoen werd aanvankelijk het nummer Galaxy Bounce van het album Come with Us van The Chemical Brothers gebruikt. Het was zodanig bewerkt dat er Koefnoen in wordt gezongen. Voor het intro van seizoen 7 werd gebruikgemaakt van het nummer Toe Jam van The BPA. De laatste seizoenen werd er gebruikgemaakt van het intro van het nummer Touch Me Touching You van Alphabeat.
In 2006 werd Koefnoen onderscheiden met de Zilveren Nipkowschijf. Op 23 december 2016 werd bekend dat de NPO en omroep AVROTROS hadden besloten dat Koefnoen niet meer zou terugkeren op televisie.

## Formule
De uitzendingen zijn vaak een samenhang van diverse sketches en filmpjes. Sommige hiervan zijn actueler dan andere, omdat de ene helft van het programma ruim van tevoren wordt opgenomen, en de andere helft in de week voor de uitzending. In het eerste seizoen werd alles een week van tevoren opgenomen, maar daardoor kwam er minder schot in nogal langdurige sketches (ook naar mening van de makers zelf).
Vaak wordt er een bekend en populair programma belachelijk gemaakt. (Zo zijn onder andere Baantjer, RTL Boulevard, Idols, RTL Forens, NOVA/Den Haag Vandaag, Per Seconde Wijzer, Zomergasten, Joling & Gordon over de vloer en De Wereld Draait Door reeds door Koefnoen gepersifleerd.) De filmpjes die ruimer van tevoren zijn opgenomen zijn vaak nep-reclames of filmpjes met fictieve typetjes. Imitaties komen ook veel voor, waarmee de traditie van imitaties uit Kopspijkers voortgezet werd. Eén onderdeel bleef tot seizoen 7: imitaties van bekende Nederlanders die tegen een kleurige achtergrond een bepaalde opmerking voor de camera maakten.

### Speciale uitzendingen
Een enkele keer draait een uitzending om een bepaald thema. Zo werd in het eerste seizoen een thema-aflevering over de dood gemaakt. In december dat jaar verscheen ook een kerstuitzending op de televisie: A Koefnoen carol (vrij naar A Christmas Carol van Charles Dickens) waarin diverse imitaties voorkwamen. Zo was Jan Wolkers de verteller en kreeg Gerrit Zalm als boze vrek een geest van het verleden op bezoek: Pim Fortuyn.
Ook was er jaarlijks een oudjaarsuitzending. In 2004 had de uitzending veel weg van een compilatie. De twee vaste typetjes van het seizoen (de beveiligingsbeambten) zitten voor de buis bij oudjaar te zappen en komen allerlei herhalingen tegen. In 2005 was de uitzending meer een soort jaaroverzicht. Op Het Gala van het Gouden Ding werden er Gouden Dingen uitgereikt aan onder meer Geer & Goor (Gerard Joling en Gordon), Rob Oudkerk enzovoorts. Ook in 2006 werd dit idee voortgezet. Dit was een parodie op het Gouden Televizier-Ring Gala.
Op 25 april 2013 verscheen er een speciale Koefnoen-koningsspecial in verband met het aantreden van Willem-Alexander als koning. Van 3 augustus t/m 24 augustus van hetzelfde jaar kwamen er in aanloop naar de honderdste uitzending vier compilatieafleveringen van de leukste sketches en persiflages van tien jaar Koefnoen. Deze special had als titel: creatief met archief.
In mei en juni 2015 werd een reeks van zes korte films gemaakt onder de titel Koefnoen presenteert... Achtereenvolgens waren dit "Stessen", "Een grap! In godsnaam!", "Vrolijk€ Vrouwtje$", "Pilates Pas", "De DBC-code" en "Toyboy".

### Vaste typetjes
- Seizoen 1 (najaar 2004): Twee broers, werkzaam als beveiligingsbeambten.
- Seizoen 2 (najaar 2005): "Boer zoekt emotie", een boerengezin bestaande uit een vader, moeder, twee zoons en een dochter. In elke sketch gebeurt er iets dat het vaste patroon van het gezin dreigt te verstoren (de geit moet naar de slachterij, een zoon verklaart dood te willen, moeder wil scheiden, etc.), maar de vader maakt hier voortdurend een einde aan met de zin: "Zo, en nou is 't klaar." In dit seizoen werden tevens Joris en Monique geïntroduceerd: een arrogant stel dat alleen aan zichzelf denkt (zo erg zelfs dat ze de naam van hun eigen dochter nooit weten), en bij wie altijd iemand anders het gedaan heeft. Ook in latere seizoenen kwamen ze nog regelmatig terug.
- Seizoen 3 (voorjaar 2006): "De slecht georganiseerde misdaad", een bende misdadigers die hun acties buitengewoon slecht organiseren. In iedere filmpje komt er door een fout eentje om waarop de overlevenden niks beters weten te zeggen dan "Oeps!" Rond deze tijd debuteerde ook Ipie, gespeeld door Paul Groot. Ipie is een "happy single" (hoewel ze in meerdere sketches eenzaam overkomt). Haar sketches kenmerken zich door de muzikale begeleiding en het ontbreken van dialoog.
- Seizoen 4 (najaar 2006): "De Volksmond", diverse gezichtjes van 'gewone' Nederlanders gemaakt door middel van een mond met daarboven opgeplakte oogjes en een getekend neusje. Ook is er regelmatig een sketch in een dierentuin (Artis) waarbij er een dier op functioneringsgesprek moet.
- Seizoen 5 (voorjaar 2007): "Ridder Rob" een persiflage van Studio 100-programma's als: Kabouter Plop, Samson en Gert en Piet Piraat. Het speelt zich af in het "audiovisuele frietkot studio 100". Daarnaast verscheen er een aantal sketches over "Ze", een organisatie die steeds bij hetzelfde echtpaar opduikt na (per ongeluk) opgeroepen te zijn door iets te zeggen zoals: "Ze kunnen me nog meer vertellen," of: "Dat pakken ze ons nooit meer af."
- Seizoen 6 (najaar 2007): "N!WZ", journaal dat door de hele uitzending heen loopt, gepresenteerd door Hank Ankerman (Paul Groot) en Niels Leeser (Owen Schumacher). In dit onderdeel zitten actuele tot zeer actuele nieuwsfeiten verwerkt. (Omdat de sketches in het begin van de week geschreven worden, werd in eerdere seizoenen nieuws van de afgelopen dagen niet verwerkt). Onderin beeld loopt een balk met allerlei komische nieuwsberichten. Ook bevat elke aflevering scènes die zich afspelen in Het wilde westen, maar met hedendaagse problemen (zinloos geweld, geen kinderoppas, de paardrijdende rechter).
- Seizoen 7 (najaar 2008): Volgt net als seizoen 6 het  N!WZ format.
- Seizoen 8 (najaar 2009): "WEEK&N!WZ", een praatprogramma gepresenteerd door Feitje Ampersand (Plien van Bennekom) waar iedere week drie gasten aanschuiven. Er wordt gebruikgemaakt van een touchscreentafel, waarop foto's te zien zijn die te maken hebben met recent nieuws rond een van de gasten, die om de beurt hun hand op de tafel mogen leggen. Het programma wordt op de dag van de uitzending met publiek opgenomen, met tussendoor eerder opgenomen sketches. Nieuw is de Rapservice van MC T-Lex van Arjen Lubach en Edo Schoonbeek. De Rapservice is een kort filmpje waarin rap wordt gecombineerd met tv-fragmenten om zo een overzicht van het nieuws van de afgelopen week te geven.
- Seizoen 9 (najaar 2010): Paul Groot en Owen Schumacher bespreken de nieuwsfeiten op een bank voor publiek.
- Seizoen 10 (najaar 2011): Hetzelfde als vorig jaar, maar dan in een krantenkiosk-setting. Terugkerende elementen: Roelfje en Wimpje (de internettende Zeeuwse garnalenpelsters), Eugenie en Okko (echtpaar met dominante vrouw en ontevreden man die zich voortdurend inhoudt maar uiteindelijk in zijn tas verscholen gaat schelden), de hoestende verstokte rokers die in het ziekenhuis kettingroken en klagen over bezuinigingen en zich afvragen: "Wie mag het allemaal weer ophoesten?" en Jolijt's Hardkoor met Arjan Ederveen en Jack Wouterse.
- Seizoen 11 (najaar 2012): Hetzelfde als vorig jaar, de presentatoren komen dit jaar echter nauwelijks in eigen persoon in beeld.
- Seizoen 12 (najaar 2013): Precies hetzelfde het jaar ervoor.
- Seizoen 13 (najaar 2014): Bijna hetzelfde als de vorige twee seizoenen. Alleen de "Rapservice" is vervangen door "Door de week", telkens verteld vanuit het perspectief van een andere bekende Nederlander. Ook is er een nieuw terugkerend deel, "Ouders van de Karrekrak", dat gaat over een ouderavond op een basisschool waarbij er stereotypen steeds weer het woord hebben.
- Seizoen 14 (najaar 2015): Bijna hetzelfde van opzet als het vorige seizoen. Wel met (ver)nieuw(e/de) typetjes o.a. het bovenmodale echtpaar Mollie en Mathilde in "In The Mood", als parodie op "In The Hood". Tevens nieuwe imitaties van o.a. Professor Erik Scherder, Rijksmuseum-directeur Wim Pijbes, Linda de Mol & Mr. Pieter van Vollenhoven.
- Seizoen 15 (najaar 2016): Bijna hetzelfde van opzet als het vorige seizoen, maar het verschil is dat er iedere week een bepaalde BN'er vloggend wordt geïmiteerd. In de intro zit kameleon die meekleurt met de gebeurtenissen van het moment.